# Nérigean
Nérigean ist eine französische Gemeinde mit 838 Einwohnern (Stand: 1. Januar 2022) im Département Gironde in der Region Nouvelle-Aquitaine; sie gehört zum Arrondissement Libourne und zum Kanton Les Coteaux de Dordogne. Die Einwohner werden Nérigeannais genannt.

## Geographie
Nérigean liegt etwa 22 Kilometer östlich von Bordeaux und etwa acht Kilometer südsüdöstlich von Libourne. An der östlichen Gemeindegrenze verläuft das Flüsschen Canaudonne. Umgeben wird Nérigean von den Nachbargemeinden Arveyres im Nordwesten und Norden, Cadarsac im Norden, Génissac im Norden und Nordosten, Tizac-de-Curton im Osten und Südosten, Saint-Quentin-de-Baron im Süden, Baron im Südwesten sowie Saint-Germain-du-Puch im Westen.

## Bevölkerungsentwicklung
| Jahr                       | 1962 | 1968 | 1975 | 1982 | 1990 | 1999 | 2006 | 2013 | 2020 |
| Einwohner                  | 545  | 560  | 654  | 948  | 1036 | 880  | 884  | 839  | 842  |
| Quellen: Cassini und INSEE |      |      |      |      |      |      |      |      |      |

## Sehenswürdigkeiten
- Kirche Saint-Martin aus dem 12. Jahrhundert, seit 1926 Monument historique
- Friedhofskreuz aus dem 16. Jahrhundert, Monument historique seit 1907

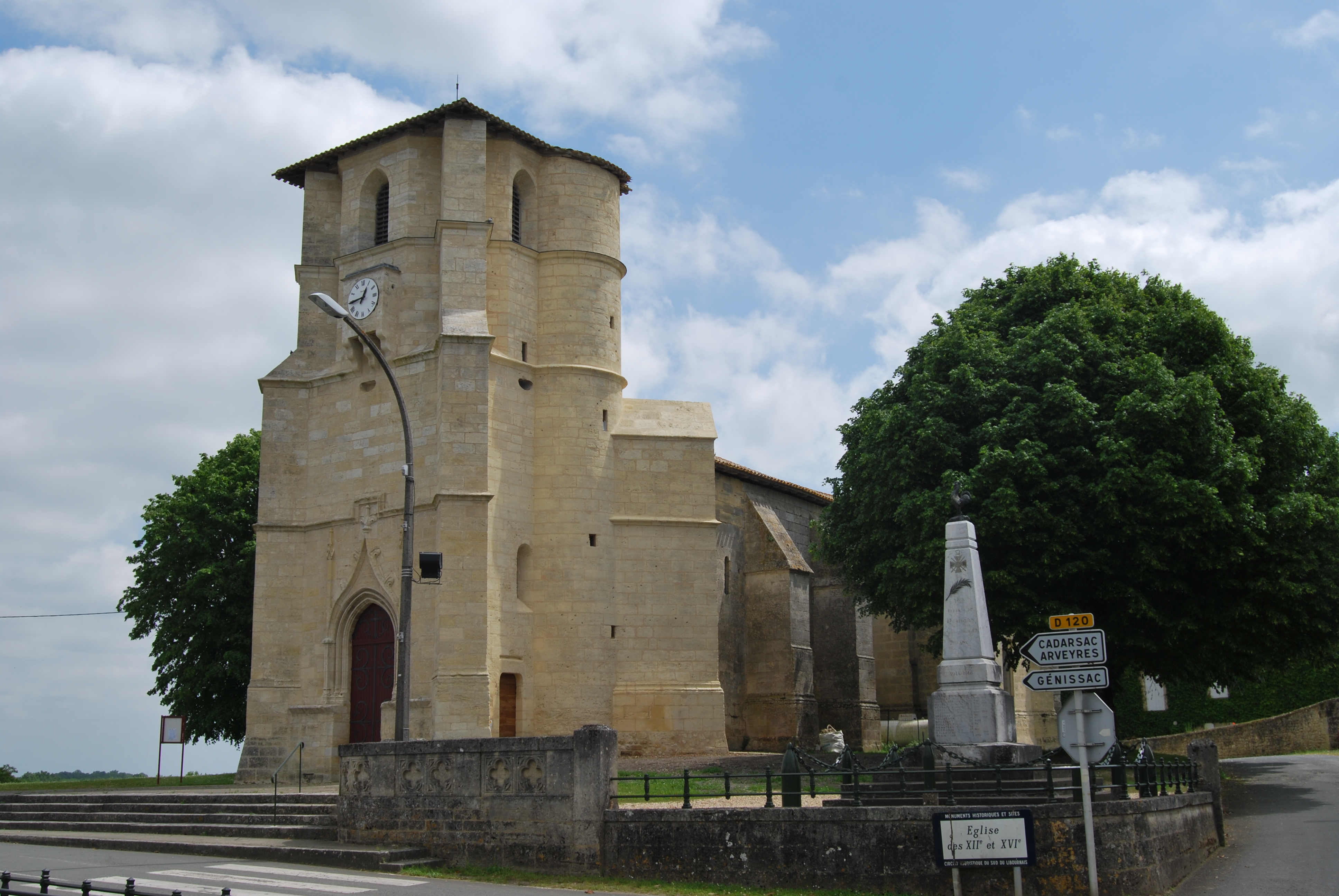
Kirche Saint-Martin
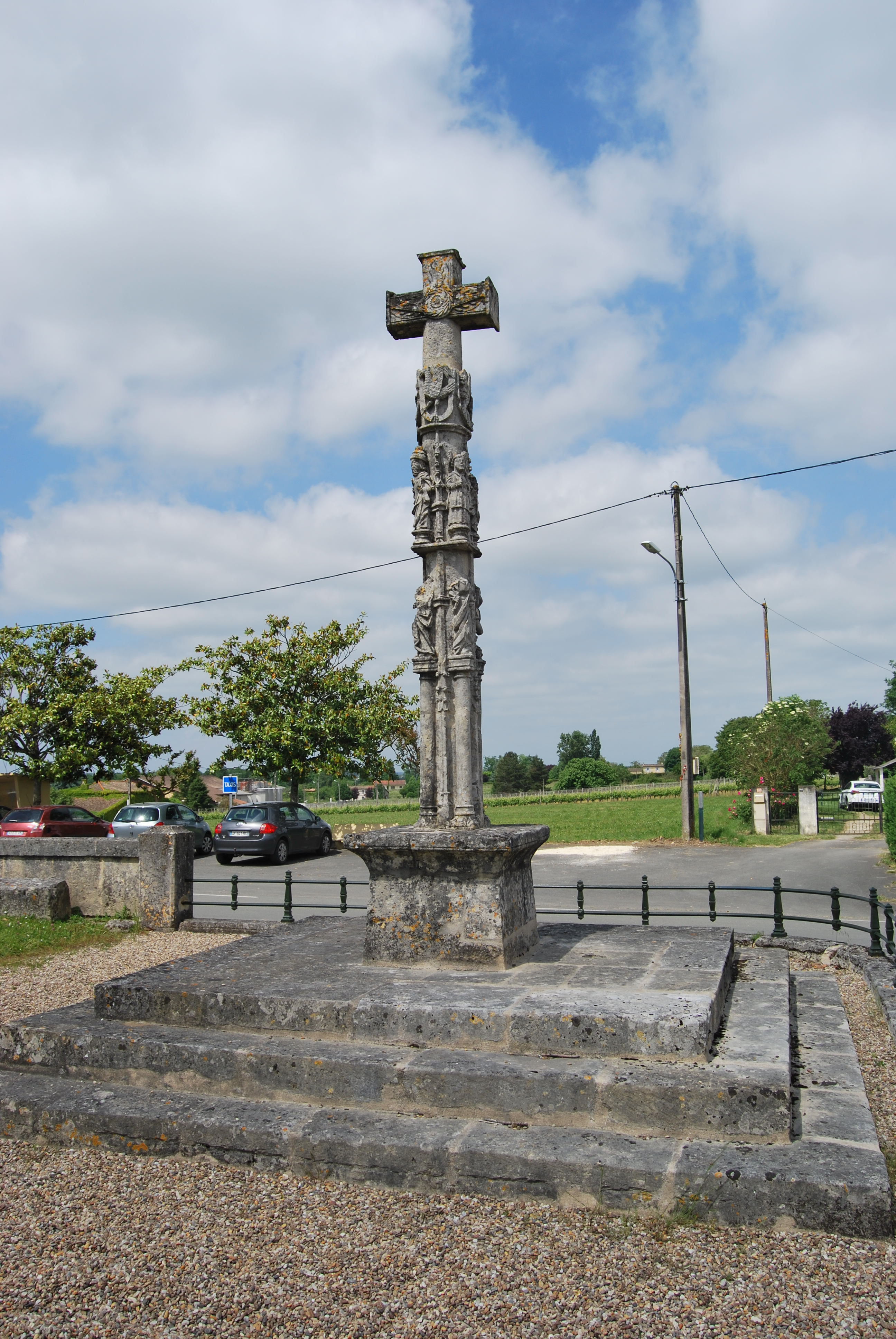
Friedhofskreuz
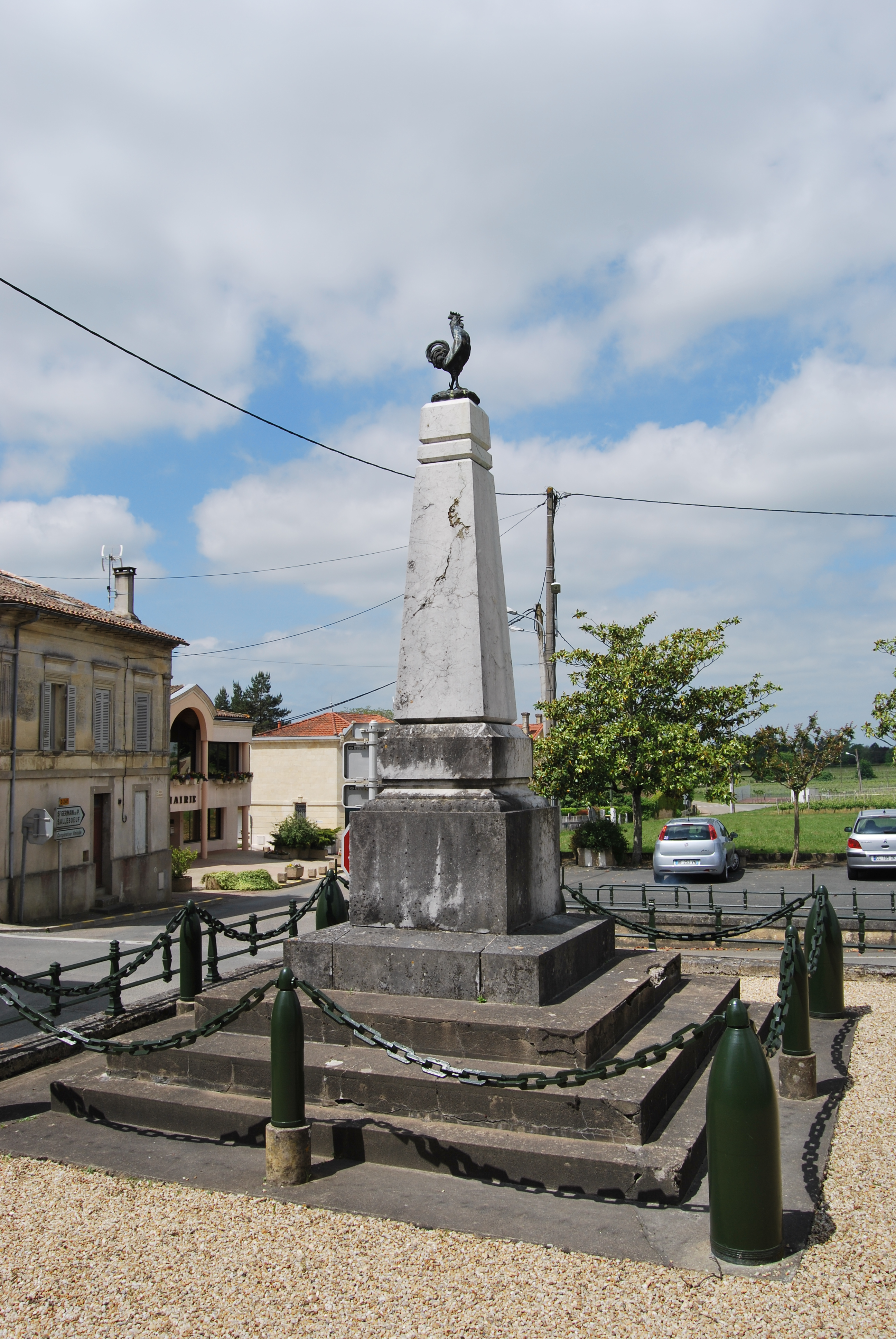
Gefallenendenkmal